# The Voice of Roy Hamilton
The Voice of Roy Hamilton è un album del cantante statunitense Roy Hamilton, pubblicato dalla casa discografica Epic Records nell'ottobre del 1955.

## Tracce

### LP
Lato A
1. Unchained Melody (From the Warner Bros. Release Unchained) – 2:57 (testo: Hy Zaret – musica: Alex North)
2. Star of Love – 2:35 (Larry Hinkson, Roy Hamilton)
3. Forgive This Fool – 2:19 (Bill Cook)

Lato B
1. You Wanted to Change Me – 2:24 (Alan Freed, Glen Moore)
2. Hurt – 2:12 (Jimmie Crane, Al Jacobs)
3. One God – 2:15 (Ervin Drake, Jimmy Shirl)

## Musicisti
- Roy Hamilton - voce
- Owen B. Masingill - direttore orchestra, arrangiamenti